# هوسپ آزناوور
هوسپ آزناوور (ارمنی: ովսեփ Ազնավուր؛ زاده ۱۸۵۴ – درگذشته ژوئن ۱۹۳۵) معمار ارمنی‌تبار اهل امپراتوری عثمانی بود. وی به خاطر طرح‌های ساختمانی کیسای بلغاری استپان مقدس در استانبول ترکیه شناخته شده‌است.

## زندگی‌نامه
در سال ۱۸۵۴ در لندن به دنیا آمد در سال ۱۸۶۷ خانواده آزناوور به استانبول نقل مکان نمود. آزناوور تحصیلات خویش را در آکادمی هنرهای زیبای رم به اتمام رساند. وی در زندگی روزمره جامعه ارمنی حضور فعالانه داشت. در سال ۱۹۲۱، وی یکی از اعضای بنیانگذار حزب رامگاوار، یکی از سه حزب بزرگ سیاسی ارمنی، بود. وی پس از نسل‌کشی ارمنی‌ها از استانبول گریخت و در اواخر ژوئن ۱۹۳۵ در سن ۸۱ سالگی در قاهره، امپراتوری عثمانی درگذشت.
استانبول